# Saliva
Saliva — (с англ. saliva — слюна) американская рок-группа из Мемфиса, штат Теннесси, образованная в 1996 году.

## История
Свой первый альбом, «Saliva», группа выпустила 27 августа 1997 на лейбле «Island Records». Он был продан в окрестностях Мемфиса числом более 10 000 копий.
В 2000 году композиция «Your Disease» стала саундтреком к фильму Дракула 2000 (фильм). Тогда про существование группы «Saliva» узнала вся Америка. Также эта группа принимала участие в создании саундтрека игры Spy Hunter. Продюсером второго альбома стал небезызвестный Боб Марлетт (англ. Bob Marlett). Альбом получил название «Every Six Seconds» и вышел в 2001 году. Диск вывел группу на передний план ню-металла, заняв 56-ю позицию в чартах Billboard. Продажи альбома шли стабильно и потихоньку перевалили за платиновую отметку. Росту популярности «Saliva» способствовали постоянно крутившиеся в эфире песни «Your Disease» и «Click Click Boom» (обе композиции были изданы синглами).
В 2002 году группа записала третий альбом, «Back Into Your System», включающий такие хиты, как «Always» и «Rest In Pieces», написанные в соавторстве с Джеймсом Майклом и Никки Сиксом из Mötley Crüe.В 2002 году Джози Скотт (англ. Josey Scott) исполнил с Чедом Крюгером из Nickelback песню «Hero», ставшей саундтреком к кинофильму «Человек-Паук» (англ. "Spider-Man"). В 2003 году группа гастролировала и открывала концерты таких групп, как Kiss и Aerosmith.
В 2004 году вышел четвёртый альбом,«Survival of the Sickest», достигший 20-го места в хит-параде Billboard 200. 29 мая 2005 года гитарист Крис Дьябалдо англ. Chris D'abaldo покинул группу, мотивируя это тем, что «Группа больше не единое целое». Позже он извинился на официальном веб-сайте и сказал: «У нас были кое-какие проблемы во взаимопонимании, но мы стремимся к записи нового альбома в этом году». Тем не менее, сайт извинился за созданные неудобства и дезинформацию, сказав также, что коллектив испытывает «творческие трудности». Кстати, в конце концов Дьябалдо покинул коллектив, но Saliva сказали, что группа «двигается вперед как и было запланировано, и что вся наша лучшая музыка ещё впереди».
Новый альбом группы,«Blood Stained Love Story», был выпущен 23 января 2007 года. Сингл «Ladies & Gentlemen» был представлен на радио и занял первое место в US Mainstream Rock charts. Позже эта композиция стала гимном рестлинга.
В 2008 году вышел очередной, шестой по счету альбом группы «Cinco Diablo & Greatest Hits», состоящий из 10 треков.
В 2011 году группа выпустила альбом «Under Your Skin».
Песня I Walk Alone является музыкальной темой американского рестлера и актёра Дэйва Батисты.
В разное время музыканты выступали совместно с такими группами как ZZ Top, Aerosmith, Kiss, Papa Roach, Evanescence, Skillet, Sum 41, Seether, Breaking Benjamin, Default, Theory of a Deadman, 12 Stones, Pop Evil, Savin Abel, Otherwise, Jet Black Stare, Lost Autumn, Rejected Faith и др.

## Бывшие участники коллектива
Chris D'abaldo — гитара
Josey Scott — вокал, гитара

## Дискография

### Студийные альбомы
- 1997 — Saliva
- 2001 — Every Six Seconds
- 2002 — Back Into Your System
- 2004 — Survival Of The Sickest
- 2007 — Blood Stained Love Story
- 2008 — Cinco Diablo
- 2011 — Under Your Skin
- 2013 — In It To Win It
- 2014 — Rise Up
- 2016 — Love, Lies & Therapy
- 2018 — 10 Lives
- 2023 — Revelation

### Синглы
- 2001 — «Click Click Boom»
- 2001 — «Your Disease»
- 2007 — «Ladies And Gentlemen»
- 2022 - «Revelation Man»
- 2022 - «Crows»
- 2022 - «High On Me»
- 2023 - «Come Back Stronger»

### Саундтреки
| Песня                      | Саундтрек                                          | Год  |
| -------------------------- | -------------------------------------------------- | ---- |
| Your Disease               | Дракула 2000                                       | 2000 |
| Superstar                  | Форсаж                                             | 2001 |
| Click Click Boom           | Форсаж                                             | 2001 |
| Message Of Love            | Недетское кино                                     | 2001 |
| Doperide                   | Формула 51                                         | 2001 |
| Greater Then/Less Then     | Фанатка                                            | 2002 |
| Click Click Boom           | Крутой парень                                      | 2002 |
| Click Click Boom           | TD Overdrive: The Brotherhood of Speed             | 2002 |
| Lackluster                 | TD Overdrive: The Brotherhood of Speed             | 2002 |
| Hero (вместе с Nickelback) | Человек-паук (фильм)                               | 2002 |
| 800                        | Обитель зла (фильм)                                | 2002 |
| After Me                   | Нечто (игра)                                       | 2002 |
| Bleed For Me               | Сорвиголова (фильм)                                | 2003 |
| Time                       | Лара Крофт Расхитительница гробниц: Колыбель жизни | 2003 |
| Ladies And Gentlemen       | Телепорт (фильм)                                   | 2008 |
| Badass                     | Пила 3D                                            | 2010 |